# Poste frontalier de Lynden–Aldergrove
Le poste frontalier de Lynden–Aldergrove est un poste de douane à la frontière entre le Canada et les États-Unis reliant les villes de Lynden dans l'État de Washington aux États-Unis et d'Aldergrove dans la province de la Colombie-Britannique au Canada. Les routes menant à ce poste frontalier sont la route 359 (en) dans l'État de Washington et la route 13 en Colombie-Britannique.

## Annexe